# Trofeo Marià Cañardo
Il Trofeo Marià Cañardo (cat. Trofeu Marià Cañardo) era uno dei trofei messi in palio dal 1968 al 1974 nell'ambito della Setmana Catalana, corsa a tappe maschile di ciclismo su strada organizzata in Catalogna (Spagna).
Intitolato all'allora presidente della Federciclismo catalana, l'ex ciclista Mariano Cañardo, veniva assegnato dall'Esport Ciclista Barcelona al vincitore di una delle tappe della Setmana Catalana, normalmente la quarta. Nel 1971 il Trofeo venne "raddoppiato" in quanto la quarta prova della Setmana Catalana era stata suddivisa in due semitappe.

## Albo d'oro
| Anno | Vincitore                      | Secondo                        | Terzo                          |               |
| ---- | ------------------------------ | ------------------------------ | ------------------------------ | ------------- |
| 1968 | Guido Reybrouck                | Paul Lemeteyer                 | Eddy Merckx                    |               |
| 1969 | Luis Ocaña                     | José Antonio González          | José Manuel Lasa               |               |
| 1970 | annullato a causa del maltempo | annullato a causa del maltempo | annullato a causa del maltempo |               |
| 1971 | Raymond Riotte                 | Jos Schoeters                  | Domingo Perurena               |               |
| 1971 | Leif Mortensen                 | Domingo Perurena               | José Manuel López              |               |
| 1972 | Tino Tabak                     | Miguel María Lasa              | Antonio Menéndez               |               |
| 1973 | non assegnato                  | non assegnato                  | non assegnato                  | non assegnato |
| 1974 | Gerben Karstens                | Andrés Oliva                   | Karel Rottiers                 |               |